# Nederlandse kampioenschappen schaatsen afstanden 1990 - 5000 meter vrouwen
De 5000 meter vrouwen op de Nederlandse kampioenschappen schaatsen afstanden 1990 werd gehouden op de ijsbaan van Thialf in januari 1990. Titelverdedigster was Yvonne van Gennip, die de titel pakte tijdens de Nederlandse kampioenschappen schaatsen afstanden 1989, maar zij deed deze editie niet mee.

## Statistieken

### Uitslag
| #      | Schaatser            | Tijd    |
| ------ | -------------------- | ------- |
| Goud   | Hanneke de Vries     | 7.44,61 |
| Zilver | Jolanda Grimbergen   | 7.53,41 |
| Brons  | Lia van Schie        | 7.53,75 |
| 4      | Carla Zijlstra       | 7.55,18 |
| 5      | Herma Meijer         | 7.55,32 |
| 6      | Marieke Stam         | 7.56,25 |
| 7      | Marjan Mager         | 7.56,38 |
| 8      | Marga Preuter        | 7.56,50 |
| 9      | Henriët van der Meer | 7.57,16 |
| 10     | Gonnie Brunia        | 7.57,19 |
| 11     | Ingrid Paul          | 8.01,81 |
| 12     | Sandra Voetelink     | 8.03,78 |
| 13     | Alida Pasveer        | 8.08,42 |
| 14     | Harkelien Kruyer     | 8.18,52 |

## Uitslag
- Uitslagen NK Afstanden 1990 op SchaatsStatistieken.nl

1987 · 
1988 · 
1989 · 
1990 · 
1991 · 
1992 · 
1993 · 
1994 · 
1995 · 
1996 · 
1997 · 
1998 · 
1999 · 
2000 · 
2001 · 
2002 · 
2003 · 
2004 · 
2005 · 
2006 · 
2007 · 
2008 · 
2009 · 
2010 · 
2011 · 
2012 · 
2013 · 
2014 · 
2015 · 
2016 · 
2017 · 
2018 · 
2019 · 
2020 · 
2021 · 
2022 · 
2023 · 
2024 · 
2025